# Vương Nguyên (học giả)
Vương Nguyên (chữ Hán: 王源, 1648 – 1710), tự Côn Thằng, tự khác Hoặc Am, người Đại Hưng, Trực Lệ 2, học giả ủng hộ học phái Nhan Lý đầu đời Thanh, phản đối Tống Nho 3.

## Thân thế
Thủy tổ là Vương Ngọc, tham gia quân đội của Yên vương Chu Đệ trong sự kiện Tĩnh Nan, từ Vô Tích đi Bắc Bình, tử trận ở Bạch Câu Hà, được thế tập Cẩm y vệ chỉ huy thiêm sự. Cha là Vương Thế Đức, tự Khắc Thừa, được nhận thế chức; sau khi nghĩa quân Lý Tự Thành chiếm Bắc Kinh, vợ Thế Đức là Ngụy thị đâm đầu xuống giếng mà chết, còn Thế Đức được tăng nhân chùa Kim Cương cứu giúp, gọt tóc trốn đi Hoài Nam, kiều ngụ ở đấy. Thế Đức không ra làm quan, trước tác Sùng Trinh di lục 4.

## Tiểu sử
Nguyên cùng anh trai Vương Khiết đều có văn tài , ban đầu cả hai theo học Lương Dĩ Chương, sau đó theo Ngụy Hi học cổ văn. Nguyên rất hâm mộ Gia Cát Lượng và Vương Dương Minh; cha ông lại thích làm việc hiệp nghĩa và bàn việc binh nhung, nên ông thông thạo kinh điển đời trước và phương lược công thủ quan ải hiểm yếu.
Ngoài 40 tuổi, Nguyên du ngoạn kinh sư, được giới sĩ phu Bắc Kinh chào đón nồng nhiệt; nhân đó tham dự kỳ thi Hương của phủ Thuận Thiên. Năm Khang Hi thứ 32 (1693), Nguyên trúng cử nhân, nhưng không tiếp tục tham dự kỳ thi Hội của bộ Lễ. Người Côn Sơn là Từ Kiền Học (từng làm Tổng tài quan của Minh sử) mở thư cục ở núi Động Đình, chiêu vời danh sĩ trong thiên hạ, Nguyên nhận lời theo về. Trong bọn danh sĩ ấy, Nguyên chỉ chơi thân với Lưu Hiến Đình, hằng ngày thảo luận thay đổi của thiên địa âm dương, đại lược bá vương, binh pháp, văn chương, điển chế, nguyên nhân hưng vong xưa nay, nơi yếu hại trong nước, nhân tài tà chánh thời cận đại, ý kiến của hai người khá tương đồng. Hiến Đình mất, Nguyên nhắc đến ông ta liền chảy nước mắt. Ít lâu sau, Nguyên gặp Lý Cung – vốn là học trò của người Bác Dã là Nhan Nguyên, rất vui vì lại có được tri kỷ. Sau khi được Lý Cung dốc lòng giảng giải học thuyết của Nhan Nguyên, dù đã 56 tuổi, Nguyên vẫn yêu cầu Cung đưa ông đến Bác Dã, nhận Nhan Nguyên làm thầy.
Những năm cuối đời, Nguyên lên đường du ngoạn, đi khắp sông, núi ở khoảng Kim Lăng, Hoài Dương, gặp người thì không xưng tên họ thật, khiến vợ con không tìm được ông. Về sau, Nguyên mất nơi đất khách Sơn Dương 5.

## Quan điểm học thuật
Nguyên từ nhỏ nghe Lương Dĩ Chương giảng về Tống Nho, đã tỏ ra không vừa ý; lại bất bình với lối học tập chỉ để thi cử, ra mặt chê bai văn Bát cổ. Vì thế ngoài 40 tuổi Nguyên mới trúng Cử nhân, nhưng từ chối tiếp tục thi Tiến sĩ, cho rằng mình ứng thí để mưu sanh, không cần cố gắng thêm nữa.
Trong Dữ Lý Trung Phu tiên sanh thư, Nguyên chép: "Hại như cái học Tống Nho, có thể khiến tiểu nhân hoành hành mà không có chỗ nào kiêng kỵ, trói buộc ức chế anh hùng thiên hạ không thể phấn đấu làm điều phải..." 6 Trong Bình thư tự, Nguyên chép: "Bình thư ấy, là bình thư của thiên hạ vậy." 7
Sau khi được Lý Cung giảng giải, Nguyên nói: "Tôi biết nơi mình thuộc về rồi." 

## Trước tác
Nguyên trước tác Dịch truyện 10 quyển, Bình thư 2 quyển, Binh luận 2 quyển, ngày nay hầu như đều không còn. Một số ít các bài văn còn sót lại được Quản Thằng Lai 8 tập hợp vào Cư Nghiệp đường văn tập 20 quyển, khắc in lần đầu vào năm Đạo Quang thứ 11 (1831).

## Chú giải
- Chú giải 1:  Đái Chấn (chữ Hán: 戴震, 1724 – 1777), tự Thận Tu, hiệu Đông Nguyên, nhà tư tưởng đời Thanh. Trịnh Cát Hùng (chữ Hán: 鄭吉雄), người Hương Cảng, nhận bằng tiến sĩ tại Đài Loan năm 1997, hiện là giáo sư văn học Trung Quốc của Đại học Đài Loan. Đái Đông Nguyên kinh điển thuyên thích đích tư tưởng sử tham sách (chữ Hán: 戴东原经典诠释的思想史探索, Tạm dịch: Nghiên cứu lịch sử tư tưởng của việc giải thích kinh điển của Đái Đông Nguyên) có nội dung tập hợp 5 bài luận văn của giáo sư Trịnh Cát Hùng.
- Chú giải 2:  Nay là Đại Hưng, Bắc Kinh.
- Chú giải 3:  Nhan Lý là học phái theo chủ nghĩa duy vật, do Nhan Nguyên (1635 –1704) khai sáng, Lý Cung (1659 – 1733) phát triển vào đầu đời Thanh, tức thế kỷ 17; tiêu chí là thực học, chủ trương là thực văn, thực hành, thực thể, thực dụng, yếu quyết là một chữ "tập" (tập trong học tập); đối lập gay gắt với Học phái Trình (Trình Hạo và Trình Di) Chu (Chu Hi) của Tống Nho – vốn đã phát triển đến cực thịnh vào đời Minh.
- Chú giải 4:  崇祯遗录/Sùng Trinh di lục là tác phẩm kịch liệt phản đối quan điểm đổ triệt trách nhiệm gây mất nước cho Sùng Trinh đế và hoàng thất của giới sĩ phu cuối đời Minh, hết lời ca ngợi đức hạnh của hoàng đế, chỉ trích quan lại lớn nhỏ hủ bại và bất tài. Vương Thế Đức có điều kiện thường xuyên tiếp xúc với hoàng đế, góc nhìn vấn đề của ông ta có điểm độc đáo khác hẳn mọi người. Vì tác phẩm bị cho là có nhiều lời lẽ xúc phạm nhà Thanh, đến năm Càn Long thứ 47 (1782) bị cấm hủy, nhưng may mắn không gây thành án Văn Tự. Hiện nay vẫn còn bản sao ở thư viện Hải Ninh Trương thị và bản số hóa của bản sao này ở thư viện số tỉnh Chiết Giang, thư viện số Nam Kinh, thư viện số Đại học Bắc Kinh.
- Chú giải 5:  Nay là Hoài An, Giang Tô.
- Chú giải 6:  Xem tại đây.
- Chú giải 7:  Xem tại đây.
- Chú giải 8:  Căn cứ vào bài 王氏塋記/Vương thị oanh ký (của Quản Thằng Lai) thì Quản Thằng Lai tự nhận là chút ngoại của Vương Triệu Phù – con trai của Vương Nguyên.